# Motta Santa Lucia
Motta Santa Lucia é uma comuna italiana da região da Calábria, província de Catanzaro, com cerca de 847 habitantes. Estende-se por uma área de 25 km², tendo uma densidade populacional de 34 hab/km². Faz fronteira com Altilia (CS), Conflenti, Decollatura, Martirano, Pedivigliano (CS).

## Demografia
| Variação demográfica do município entre 1861 e 2011                               |
|                                                                                   |
| Fonte: Istituto Nazionale di Statistica (ISTAT) - Elaboração gráfica da Wikipedia |